# ميشيل لامونت
ميشيل لامونت هي عالمة اجتماع كندية، ولدت في 15 ديسمبر 1957 في تورونتو في كندا.